# Цихлида-хамелеон
Цихлида-хамелеон (лат. Pseudotropheus crabro) — это пресноводная рыба семейства цихлид. Она обитает во многих частях озера Малави, чаще всего возле больших пещер, но не многочисленна. Этот вид предпочитает диапазон рН 7,5-8,2 и температуру 24-26 °C. Своё обиходное имя получила от коммерческого названия Pseudotropheus chameleo. Видовое латинское название crabro буквально означает «шершень».
Цихлида-хамелеон имеет удлиненное тело с вертикальными желто-черная полосами. Молодые рыбы имеют яркую окраску с возрастом темнеющую, особенно для самцов. Эта рыба известна своей способностью быстро менять свой цвет. В природе вырастают до 12 см, в аквариуме рыбы значительно крупнее. Как и многие другие цихлиды озера Малави они инкубируют икру во рту.
В их естественной среде обитания цихлида-хамелеон это рыба-чистильщик, специализирующихся на питании паразитами крупных рыб, особенно сомов Bagrus meridionalis . Очищая крупных сомов от кровососущих паразитов, прицепляющихся к их коже, цихлиды-хамелеоны злоупотребляют их «доверием», питаясь икрой и мальками этих рыб. При этом они меняют свой цвет на темно-коричневый.

## Уход в аквариуме
В природе у цихлиды-хамелеона узкоспециализированное питание, но в аквариуме они могут есть все, чем их кормят. Как и другие цихлиды группы Мбуна, это выносливые и очень агрессивные рыбы. Лучше всего держать одного самца с несколькими самками. Разведение сравнительно простое. Самка инкубирует икру во рту сроком до трех недель, затем выпускает небольшое число здоровых мальков.

## Галерея

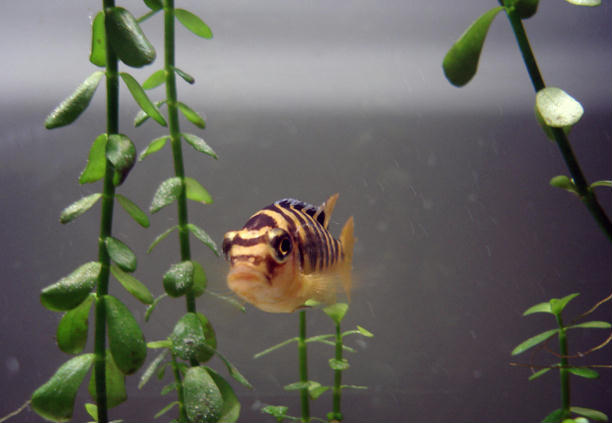
Цихлида-хамелеон в аквариуме